# Глаукофитовые водоросли
Глаукофи́товые во́доросли, или глаукофи́ты, или глаукоцистофи́ты (лат. Glaucophyta) — небольшой древний отдел одноклеточных водорослей, включающий восемь родов и 21 вид. Глаукофиты особенно интересны своими уникальными хлоропластами (цианеллами), довольно примитивно устроенными по сравнению с хлоропластами других водорослей: они содержат слой муреина между мембранами и характеризуются множеством других свойств, присущих цианобактериям. Согласно современным представлениям, глаукофитовые водоросли обособились в отдельную группу у самого основания Archaeplastida.
Название группы образовано от др.-греч. γλαυκός — «сине-зелёный» и φυτόν — «растение» и обусловлено характерным сине-зелёным цветом их хлоропластов.

## История изучения
Изучение глаукофитов восходит к 1854 году, когда немецкий врач и ботаник Герман Ицигсон (1814—1879) обнаружил в сфагновых болотах близ Нойдамма (совр. Дембно, Польша) одноклеточную водоросль c коккоидным типом организации, отнесённую к новому роду глаукоцистис (Glaucocystis) и виду Glaucocystis nostochinearum. Краткие описания рода и вида были опубликованы в 1868 году — в добавлениях к последнему тому изданного Людвигом Рабенхорстом трёхтомного энциклопедического труда о водорослях «Flora Europaea. Algarum aquae dulcis et submarinae». Несмотря на то, что в описаниях отмечалось наличие хорошо различимого ядра, род Glaucocystis был тогда отнесён к сине-зелёным водорослям и включён в семейство Chroococcaceae; в 1930-х — 1950-х годах (а иногда и позднее) альгологи относили род к зелёным водорослям, включая его в семейство Oocystaceae.  
В 1883 году шведский ботаник Густаф Лагерхейм описал, изучив собранные им в 1882 году в окрестностях Уппсалы образцы водорослей, новые род глеохете (Gloeochaete) и вид Gloeochaete wittrockiana — уже с пальмеллоидным типом организации; этот род он отнёс к уже упоминавшемуся семейству Chroococcaceae. В 1924 году советский альголог А. А. Коршиков при изучении проб, взятых на Харьковщине из грязных луж, обнаружил своеобразного фототрофного жгутиконосца, которого описал в своей статье как род цианофора (Cyanophora) и вид Cyanophora paradoxa; эту водоросль длительное время относили к криптофитам. Позднее были описаны и другие роды и виды глаукофитов.
В первой трети XX века в трудах ряда альгологов, и прежде всего в работах немецкого учёного Адольфа Пашера, оформилась точка зрения, по которой глаукофиты представляют собой пример внутриклеточного симбиоза, когда в цитоплазме эукариотического организма-хозяина поселяются симбионты-цианобактерии. Пашер назвал такой тип симбиоза синцианозом, хозяина — цианомом, симбионтов — цианеллами; только в конце XX века изучение ультраструктуры и геномов цианелл глаукофитов показало, что они хотя и произошли некогда от цианобактерий, но не являются отдельными организмами, а представляют собой своеобразную разновидность хлоропластов (иногда такие хлоропласты именуют муропластами).
При этом глаукофитов продолжали трактовать как сборную группу водорослей. Только в 1954 году латвийский альголог Генрих Скуя выделил их в самостоятельный отдел Glaucophyta, предпочитая рассматривать синцианозы как «составные организмы», характеризующиеся появлением новых признаков, которыми не обладали по отдельности партнёры по симбиозу. В 1986 году немецкие ботаники Людвиг Кис и Бруно Кремер предложили альтернативное, типифицированное название таксона: Glaucocystophyta. Монофилия таксона была убедительно обоснована проведёнными в конце XX — начале XXI века молекулярно-филогенетическими исследованиями.
В 1981 году английский биолог Томас Кавалье-Смит предложил новую трактовку царства Plantae (которое в традиционном, геккелевском понимании представляло собой полифилетическую группу), включив в него только глаукофитов, красные водоросли и зелёные растения (т. e. те группы фотосинтезирующих организмов, хлоропласты которых возникли в результате первичного эндосимбиоза — поглощения эукариотным организмом путём фагоцитоза свободноживущих цианобактерий, которые после горизонтального переноса генов от симбионта в ядро хозяина эволюционировали в двумембранные хлоропласты). Одновременно Кавалье-Смит объединил глаукофитовые и красные водоросли в новый таксон Biliphyta, включив в диагноз последнего следующие общие для этих двух отделов признаки: наличие фикобилисом, одиночные (не сгруппированные в граны) тилакоиды, откладывание зёрен крахмала в цитозоле (а не в пластидах). При этом в качестве характерного признака глаукофитов, отличающего их от красных водорослей, было указано наличие пептидогликана в оболочке хлоропластов.

## Биология клетки

### Внешний вид и размеры
Глаукофитовые водоросли представлены одноклеточными и колониальными формами с монадным, коккоидным и пальмеллоидным типами организации. Для всех глаукофитов характерны эллипсоидальная форма клетки и микроскопические размеры. При этом у водорослей с пальмеллоидным строением таллома клетки имеют почти сферическую форму диаметром 10—15 мкм у Gloeochaete и 24–36 мкм у Cyanoptyche; у видов рода Glaucocystis, представляющих коккоидный тип организации, клетки сильно вытянуты, причём их размеры у разных видов варьируют: у G. nostochinearum клетки имеют 15—24 мкм в длину и 7,5—13,5 мкм в поперечнике, а у G. reniformis — 25—32 мкм в длину и 12—30 мкм в поперечнике.
Виды рода Cyanophora характеризуются монадным строением таллома и достаточно чётко подразделяются на две группы. В одну входят виды с овоидной или эллипсоидальной формой клетки: C. paradoxa (примерно 15 мкм в длину и 9 мкм в поперечнике), C. cuspidata, C. kugrensii; в другую — виды с клетками бобовидной формы, уплощёнными в дорсовентральном направлении: C. biloba (10—15 мкм в длину, 6—9 мкм в ширину и 3—4 мкм в толщину), C. sudae, C. tetracyana.

### Клеточная оболочка
Под клеточной мембраной находятся уплощённые везикулы (альвеолы), причём у некоторых форм они содержат чешуйкоподобные структуры, у других — фибриллярный материал, а у некоторых они пустые. Неподвижные вегетативные клетки колониальных глаукофитов имеют прочные клеточные стенки, которые, как правило, состоят из целлюлозы; в то же время у подвижных жгутиконосцев из рода Cyanophora клеточные стенки отсутствуют. Таким образом, покровы клеток глаукофитовых водорослей напоминают таковые у Alveolata, однако гомологии здесь нет.
Если у представителей Cyanophora уплощённые везикулы полностью покрывают протопласт, частично перекрывая друг друга и образуя гребни на поверхности клеток, то у видов Glaucocystis везикулы, напротив, более или менее отделены друг от друга зазорами. Исследователи предполагают, что утрата перекрытия везикул у предков рода Glaucocystis была связана с формированием у них прочной клеточной стенки, расположенной снаружи от цитоплазматической мембраны и обеспечивающей более эффективную защиту протопласта. Клеточная стенка глаукоцистиса имеет в толщину 1,5—2,5 мкм; при этом она чрезвычайно сходна по размерам и морфологии с клеточной стенкой коккоидных зелёных водорослей рода Oocystis, но отличается чрезвычайно высоким (до 90 %) содержанием α-целлюлозы.

### Жгутики
Подвижные клетки глаукофитов (монадные формы и стадии жизненного цикла) имеют по два жгутика неодинаковой длины (передний жгутик короче, задний — длиннее). Строение жгутиков типично для эукариот: аксонема жгутика образована девятью парами микротрубочек на периферии и двумя микротрубочками в центре. При этом выходы внешних частей жгутиков за пределы клетки располагаются в диаметрально противоположных местах её поверхности; это отличает жгутики глаукофитов от жгутиков криптофитовых водорослей, у которых оба жгутика отходят от возвышения на переднем конце клетки. 
Каждый жгутик несёт два ряда тонких фибриллярных (нетрубчатых) волосков, схожих с волосками на жгутиках некоторых зелёных водорослей, но, однако, отличных от трубчатых мастигонем охрофитовых и криптофитовых водорослей. У некоторых представителей глаукофитов корешковая система жгутика организована подобно тому, как это имеет место у некоторых зелёных водорослей (микротрубочковые корешки расположены крестообразно); у других представителей имеются многослойные структуры, как у харовых водорослей.
Происхождение глаукофитов с немонадным типом организации от жгутиконосных предков достаточно очевидно. Так, от клеток Gloeochaete отходят по два длинных волоска-псевдожгутика, отличающихся от настоящих жгутиков отсутствием центральной пары микротрубочек. У клеток Glaucocystis сохраняются два рудиментарных жгутика, которые за пределы клеточной стенки не выходят.

### Митохондрии
Митохондрии глаукофитов имеют пластинчатые кристы на своей внутренней мембране; в этом они сходны с зелёными и красными, а также с криптофитовыми водорослями. Митохондриальные геномы глаукофитов в целом сходны с таковыми у других Archaeplastida, они не содержат необычных генов и не имеют других особенностей генома. Состав генов мтДНК консервативен среди различных видов и сравним с таковым у наиболее богатых генами мтДНК зелёных и красных водорослей.
В ходе исследований митохондриальных геномов глаукофитов у некоторых представителей таксона были выявлены отклонения от стандартного генетического кода, причём могут использоваться различные неканонические старт- и стоп-кодоны.

### Хлоропласты
Глаукофитовые водоросли привлекают внимание исследователей благодаря своим уникальным хлоропластам, которые являются особой древней ветвью эволюции пластид. Их называют цианеллами, или муропластами. Хлоропласты глаукофитов имеют округлую или эллипсоидную форму. Они окружены двумя мембранами, между которыми расположен слой муреина (пептидогликана), причём его толщина меньше, чем в среднем у бактерий. Из-за наличия муреина пластиды глаукофитов чувствительны к β-лактамным антибиотикам, а их клеточная стенка лизируется лизоцимом. Пептидогликан глаукофитов характеризуется наличием N-ацетилпутресцина в качестве заместителя в половине 1-карбоксигрупп остатков глутаминовой кислоты в пептидных цепочках. Биосинтез предшественников пептидогликана глаукофитов происходит в строме, а сборка полимерной сети происходит в периплазматическом пространстве. Интересно, что большая часть ферментов, участвующих в биосинтезе пептидогликана, у Cyanophora paradoxa кодируется не пластидным, а ядерным геномом и импортируется в пластиды. 
Хлоропласты имеют сине-зелёный цвет, поскольку зелёный хлорофилл a маскируется синими пигментами фикоцианином и аллофикоцианином. Подобно цианобактериям и красным водорослям, у глаукофитов эти пигменты находятся в фикобилисомах, расположенных на поверхности тилакоидов. При этом фикоэритрин (наиболее обильно представленный пигмент в пластидах красных водорослей) и типичные для цианобактерий каротиноиды — миксоксантофилл и эхиненон — отсутствуют. От фикобилисом красных водорослей фикобилисомы глаукофитов отличаются и по некоторым структурным особенностям. Каротиноиды представлены β-каротином, зеаксантином и β-криптоксантином. Некоторые пигменты (феофорбид a, β-криптоксантин и зеаксантин) глаукофитовой водоросли Cyanophora paradoxa оказывают антипролиферативное действие на клетки рака молочной железы, лёгких и меланомы.
Тилакоиды не собраны в граны, располагаются одиночно и равноудалённо друг от друга, как у цианобактерий и красных водорослей. В центре пластид располагаются крупные одиночные или мелкие многочисленные тельца, похожие на карбоксисомы. Они содержат фермент Рубиско и принимают участие в концентрировании углекислого газа (в хлоропластах эукариот эту функцию обычно выполняет пиреноид). Карбоксисомо-подобные тельца Cyanophora не имеют белковой оболочки, как карбоксисомы бактерий, но и не пронизываются тилакоидом, как пиреноид в хлоропластах прочих эукариот. Кроме того, в пластидах имеются полифосфатные гранулы. Наличие муреина и карбоксисомо-подобных телец — плезиоморфные признаки Archaeplastida, которые глаукофиты сохранили. Интересно, что амёба Paulinella chromatophora из супергруппы Rhizaria также имеет фотосинтетические органеллы со слоем муреина, карбоксисомами и концентрическими тилакоидами, которые по строению напоминают пластиды глаукофитов. Тем не менее данные филогенетического анализа убедительно свидетельствуют о независимом происхождении этих двух фотосинтетических органелл.
Была предложена гипотеза, связывающая наличие муреина и карбоксисомо-подобных телец в хлоропластах глаукофитов. Согласно этой гипотезе, если карбоксисомо-подобные тельца действительно выполняют роль карбоксисом в концентрировании СО2, то внутри пластиды должна быть высокая концентрация неорганического иона HCO3-. Высокая концентрация данного иона может создавать заметное различие между осмолярностью внутри пластиды и в цитозоле, что угрожает целостности мембраны органеллы. Поэтому наличие прочной муреиновой стенки в пластидах глаукофитов может служить удобным и малозатратным по энергии механизмом поддержания целостности органеллы.
Как и у цианобактерий, хлоропластная ДНК сконцентрирована в центре хлоропласта. Геном хлоропластов глаукофитовых водорослей содержит ряд генных кластеров, типичных для цианобактерий, и кодирует некоторые белки, которые геномы хлоропластов других водорослей не кодируют. В частности, в нём имеется ген транспортно-матричной РНК (тмРНК) — особой малой РНК, характерной для бактерий, а также пластид и митохондрий примитивных организмов. Более того, в нём закодированы обе субъединицы Рубиско, в то время как у высших растений, эвгленовых и зелёных водорослей этот ген перенёсся в ядерный геном. Некоторые особенности транспорта белков в хлоропластах глаукофитов также сближают их с цианобактериями. 
Длительное время их даже рассматривали как эндосимбиотические синезелёные водоросли, живущие в одноклеточных гетеротрофных эукариотах. Их также рассматривали как переходную стадию между эндосимбиотическими цианобактериями и настоящими пластидами. Тем не менее геном хлоропластов глаукофитовых водорослей примерно в 10 раз меньше генома свободноживущих цианобактерий и по размерам (около 140000 пар нуклеотидов) близок к геному хлоропластов других водорослей. В отличие от цианобактерий, хлоропласты глаукофитов не кодируют белков дыхательной ЭТЦ. Механизм деления хлоропластов у глаукофитовой водоросли Cyanophora paradoxa занимает среднее положение между механизмом деления клеток цианобактерий и пластид. У пластид в районе деления формируются внутреннее и внешнее кольца электрон-плотного материала. У хлоропластов Cyanophora paradoxa имеется лишь внутреннее кольцо. В делении хлоропластов у этой водоросли, как и у бактерий, ключевую роль играет белок FtsZ.
Как и пластиды других водорослей, хлоропласты глаукофитов не могут размножаться вне клетки и не могут культивироваться вне цитоплазмы клетки-хозяина, хотя в изолированном виде сохраняют структурную целостность гораздо дольше, чем у хлоропластов высших растений (однако скорости фиксации углекислого газа и выделения кислорода у них снижаются намного быстрее). На основании этих данных большинство исследователей считают хлоропласты глаукофитовых водорослей органеллами (примитивными пластидами), а не эндосимбиотическими цианобактериями.
Фитохромы Cyanophora и Gloeochaete по фотосенсорным характеристикам не имеют подобных себе среди других эукариотических фитохромов. В частности, они чувствительны к синему свету, как многие фитохромы цианобактерий. Фотоциклы (то есть конформационные изменения молекулы хромофора в зависимости от длины волны поглощённого света) у Cyanophora и Gloeochaete несколько различаются: для первой водоросли характерен сине-дальнекрасный фотоцикл, а для второй — красно-синий. Таким образом, видимо, фотосенсорные характеристики фитохромов глаукофитов варьируют. В настоящее время изучается физиологическая роль необычных фитохромов глаукофитов.

### Запасной продукт
Запасной продукт в клетках глаукофитовых водорослей — крахмал, откладывается в виде гранул в цитозоле. В этом отношении глаукофиты схожи с красными водорослями и отличаются от Viridiplantae, которые накапливают запасные вещества в пластидах. Однако красные водоросли запасают не обычный крахмал, как глаукофиты и Viridiplantae, а особое амилопектин-подобное соединение.

### Размножение
Размножение у глаукофитов — вегетативное и бесполое (у Glaucocystis — с помощью автоспор, у Gloeochaete и Cyanoptyche — с помощью зооспор; Cyanophora обычно размножается продольным делением пополам, но может также образовывать зооспоры). Половое размножение не описано. Митоз открытый, цитокинез продольный.

## Распространение и экология
Глаукофитовые водоросли обитают исключительно в пресных водах, в том числе в болотах. Крупные популяции глаукофитов встречаются редко. Среди них есть и планктонные формы, и прикреплённые колонии. В пробах глаукофиты выделяются от других водорослей со схожей морфологией по наличию пластид яркого сине-зелёного цвета. От синезелёных водорослей их отличает наличие неокрашенной цитоплазмы.

## Эволюция и систематика

### Положение глаукофитов среди эукариот
Глаукофитовые водоросли — чрезвычайно древняя группа; их даже называют «целакантами эндосимбиоза». Некоторые исследователи предполагают, что в рамках группировки Archaeplastida (дивергенция которой произошла, по имеющимся оценкам, примерно 1,5—1,6 млрд лет тому назад) глаукофиты выделились в самостоятельную группу ещё до расхождения зелёных и красных водорослей. Филогенетический анализ ядерных генов рРНК свидетельствует о монофилии глаукофитов. 
Анализ генов рРНК хлоропластов также говорит о монофилии хлоропластов глаукофитов, несмотря на разнообразие размеров, форм и ультраструктуры. Судя по всему, хлоропласты глаукофитов — это архаичная ветвь, которая после своего обособления не получила дальнейшего развития. О примитивности хлоропластов глаукофитов свидетельствует наличие у них только хлорофилла a и отсутствие вспомогательных хлорофиллов, присутствие фикобилисом, одиночных и равноудалённых тилакоидов, карбоксисом, слоя муреина, а также характерных для цианобактерий последовательностей в геноме хлоропластов. Таким образом, по современным представлениям хлоропласты глаукофитов в эволюционном плане занимают промежуточное положение между цианобактериями и хлоропластами других водорослей.
Данные о положении глаукофитов среди эукариот достаточно противоречивы; анализ филогении осложняется тем, что скорость эволюции генома у глаукофитов (как, впрочем, и у катаблефарид — одного из отрядов в типе Cryptista) существенно ниже, чем в других ветвях эукариот. По-видимому, этим объясняются результаты выполненного японскими биологами в 2009 году филогенетического исследования, согласно которому глаукофиты и криптофиты являются сестринскими группами, хотя они не имеют очевидного сходства по морфологическим и ультраструктурным характеристикам; при этом глаукофиты с криптофитами и красные водоросли — базальные ветви по отношению к кладе, состоящей из зелёных растений и хромальвеолят (так что в этом исследовании монофилия Archaeplastida не нашла подтверждения). 
Между тем в том же 2009 году коллектив исследователей из разных стран провёл масштабное филогенетическое исследование, в ходе которого анализировались полученные от 72 видов эукариот последовательности ядерной ДНК (127 генов); результаты анализа подтвердили монофилию Archaeplastida. Аналогичными оказались и результаты последующих исследований: по 124 генам рибосомальной ДНК (2012), 258 генам ядерной ДНК (2012), 157 генам ядерной ДНК (2014), 14 генам митохондриальной ДНК (2014) и др. В настоящее время монофилия Archaeplastida может считаться достаточно твёрдо установленной; в то же время порядок ветвления трёх групп (глаукофиты, красные водоросли, зелёные растения), составляющих данную кладу, остаётся неясным: результаты различных исследований противоречат друг другу.
В макросистеме живущих организмов, предложенной в 2015 году Майклом Руджеро с соавторами, отдел Glaucophyta Skuja, 1954 (включающий единственный класс Glaucophyceae с единственным порядком Glaucocystales)  вместе с отделом Rhodophyta (красные водоросли)  составляет подцарство Biliphyta Cavalier-Smith, 1981  царства Plantae Haeckel, 1866 em. Cavalier-Smith, 1981  (= Archaeplastida Adl et al., 2005);  другое подцарство — Viridiplantae — включает зелёные растения.  При этом в зависимости от порядка ветвления трёх перечисленных групп подцарство Biliphyta представляет собой либо монофилетический (если сестринской группой для глаукофитов являются красные водоросли), либо парафилетический (если в роли сестринской группы выступают зелёные растения или если ветвь глаукофитов выделилась до расхождения двух других групп) таксон.

### Внутреннее членение отдела Glaucophyta
В статье 1986 года, посвящённой вопросам классификации глаукофитов, Л. Кис и Б. П. Кремер выделили 9 родов и около 13 видов глаукофитовых водорослей. Эти же цифры фигурировали и в ряде последующих публикаций; между тем классификация глаукофитов постепенно изменялась, и в глобальной базе данных AlgaeBase, содержащей информацию по всем группам водорослей и морских трав, к ноябрю 2015 года упоминались 8 родов и 21 вид глаукофитов (с учётом монотипического рода Cyanoptyche, отнесённого в базе данных к зелёным растениям — к семейству Palmellaceae порядка Chlamydomonadales класса Chlorophyceae, в то время как молекулярные данные однозначно указывают на его принадлежность к глаукофитам). Упоминавшийся Кисом и Кремером род Glaucosphaera (также монотипический) в настоящее время относят не к глаукофитам, а к красным водорослям, где его выделяют в отдельный порядок Glaucosphaerales класса Rhodellophyceae. Впрочем, вероятно, видовое разнообразие глаукофитов недооценено: анализ генетических расхождений между отдельными представителями некоторых видов, выделяемых в настоящее время в родах Cyanophora и Glaucocystis, выявил столь значительные различия, что такие виды разумнее разделить на несколько самостоятельных видов; в частности, на этом основании группа японских исследователей в 2014 году выделила 3 новых вида в роду Cyanophora.
Согласно наиболее распространённой точке зрения, отдел Глаукофитовые водоросли Glaucophyta (= Glaucocystophyta L.Kies & B.P.Kremer, 1986; по Т. Кавалье-Смиту — «ненужный синоним») включает один класс Glaucophyceae Bohlin, 1901 (= Glaucocystophyceae J.H.Schaffn., 1922) c единственным порядком Glaucocystales Bessey, 1907 и единственным же семейством Glaucocystaceae G.S.West, 1904, содержащем все виды и роды глаукофитов.
Правда, Кис и Кремер выделяли в составе отдела 3 порядка (Cyanophorales, Glaucocystales, Gloeochaetales — соответственно для монадных, коккоидных и пальмеллоидных форм) и 4 семейства (иногда этой схеме следуют и современные источники); однако эта классификация строилась на основе морфологических данных и к началу XXI века устарела. Построение надёжной современной классификации глаукофитовых водорослей, основанной на анализе их филогении и учитывающей не только морфологические, но и молекулярные данные, осложняется как противоречивостью полученных к настоящему времени результатов филогенетического анализа (так, в одном из исследований 2014 года роды Glaucocystis и Gloeochaete выступают — хотя и с невысокой надёжностью — как сестринские группы, но род Cyanophora в зависимости от выбранной методики предстаёт либо как наиболее рано отделившаяся ветвь глаукофитов, либо как сестринская группа для рода Cyanoptyche), так и неполнотой данных: в 2014 году только 4 рода (уже упомянутые Cyanophora, Glaucocystis, Cyanoptyche, Gloeochaete) были представлены в коллекциях культур и базах данных о геномах водорослей.

### Роды и виды глаукофитов
Ниже приведён — в соответствии с информацией из базы данных AlgaeBase — перечень признаваемых в настоящее время родов и видов глаукофитов (в списках видов на первое место вынесен типовой вид):
- монадныe формы:
  - Cyanophora[фр.] Korshikov, 1924  (виды: C. paradoxa[фр.], C. biloba[фр.], C. cuspidata, C. kugrensii, C. sudae, C. tetracyanea[фр.])
  - Peliaina[фр.] Pascher, 1929  (вид P. cyanea)
  - Strobilomonas[фр.] J.Schiller, 1954  (вид S. cyaneus)
- коккоидные формы:
  - Glaucocystis[фр.] Itzigs. ex Rabenh., 1866  (виды: G. nostochinearum[фр.], G. bullosa[фр.], G. caucasica, G. cingulata, G. duplex, G. molochinearum, G. oocystiformis, G. simplex)
  - Glaucocystopsis[фр.] Bourr., 1960  (вид G. africana)
- пальмеллоидные формы:
  - Chalarodora Pascher, 1929  (вид C. azurea)
  - Cyanoptyche Pascher, 1929  (вид C. gloeocystis)
  - Gloeochaete[фр.] Lagerh., 1883  (виды: G. wittrockiana[фр.], G. protogenita[фр.])